# Људски зоолошки врт
Људски зоолошки вртови, познати и као етнолошке изложбе, били су јавни прикази људи, обично у тзв. „природном” или „примитивном” стању. Били су најистакнутији током 19. и 20. вијека. Ови прикази су наглашавали наводну инфериорност и имплицирани супериорност „западног друштва”, кроз тропе који су маргинализоване групе представљали као „дивљаке”. Идеја о „дивљаку” произилази из Колумбових путовања која су сматрала да је европска култура остала чиста, док су друге културе називане нечистим или „дивљим”, а овај стереотип се у великој мјери ослања на идеју да су различити начини живота „избачени од Бога”, као што друге културе не признају хришћанство у односу на Стварање. Током свог постојања, такве изложбе изазивале су контроверзе свог своје понижавајуће, погрдне и дехуманизајуће природе. Почели су као дио циркуса и „шоу наказа” који су приказивали егзотичне људе на начин сличан карикатури која преувеличава њихове разлике. Затим су се развили у независне изложбе наглашавајући инфериорност експоната у односу на западну културу и пружајући даље оправдање за њихово потчињавање. Такви прикази представљени су на више колонијалних изложби и на привременим изложбама у животињским зоолошким вртовима.
Према једном империјалистичком погледу на цио незападни свијет, људски зоолошки врт је приказан као огроман животињски парк у коме би бијелци могли да функционишу као чувари зоолошког врта — управници аутохтоних људских и нељудских становника.
Зоолошки вртови са животињама изазивају многе контроверзе које се протежу до данашњих дана, пошто су људске изложбе изгубиле на значају у 20. вијеку.

## Циркуси и шоу наказа
На западној хемисфери, један од најранијих познатих зоолошких вртова био је зоо врт астечког цара Моктезуме, који се састојао не само од огромне збирке животиња, већ и од људи, на примјер, били су изложени патуљци, албиноси и грбавци.
Током ренесансе, Медичијеви су развили велику менажерију у Ватикану. У 16. вијеку, кардинал Иполит де Медичи је посједовао збирку људи различитих раса, као и егзотичних животиња. Постоје подаци да је посједовао трупу тзв. дивљака, који говоре преко двадесет језика; било је Мавара, Татара, Индијанаца, Турака и Африканаца. Енглез Вилијам Дампир је 1691. изложио тетовиран домороца са острва Мијангас, а којег је купио током боравка у Минданау. Намјеравао је и да изложио његову мајку, али је преминула током путовања морем. Мушкарац је добио име Џиоли, лажно означен као „принц Џиоло” да би привукао више публике и био је изложен три мјесеца узастопно док није преминуо од малих богиња у Лондону.
Једна од првих савремених јавних изложби људи била је Ф. Т. Барнумова изложба Џојса Хета 25. фебруара 1835. и касније сијамских близанаца Чанга и Енга Бункера. Ове изложбе су биле уобичајени на шоу наказа. Још познати примјерио био је Саре Бартман из народа Нама, често називана Хотентотска Венера, која је била изложена у Лондону и Француској до своје смрти 1815. године.
Током педесетих година 19. вијека, Максимо и Бартола, двије микроцефалне дјевојчице из Салвадора, биле су изложене у Сједињеним Државама и Европи под називима „Астечка дјелца” и „Астечки лилипутанци”. Међутим, људски зоолошки вртови постали су уобичајени тек седамдесетих година исто вијека, усљед периода новог империјализма.

## Почетак људских изложби
Током седамдесетих година 19. века изложбе тзв. „егзотичних популација” постале су популарне широм западног свијета. Људски зоолошки вртови могли су се видјети у највећим европским градовима, као што су Париз, Хамбург, Лондон, Милано, као и амерички градови као што су Њујорк и Чикаго. Карл Хагенбек, трговац животињама, био је један од првих заговрника овог тренда, када је 1874, на приједлог Хајнриха Лојтемана, одлучио да представи народ Сами на „Лапонској изложбом”. Оно што је Хагенбекову изложбу разликовало од других, била је чињеница да је овим људима, са животињама и биљкама, показао да „поново створе” своје „природно окружење”. Он је људима продавао осјећај да је путовао у ове крајеве, свједочећи његове експоната. Ови експонати су имали огроман успјех, а само су постајали већи и детаљнији. Од ове тачке па надаље људске изложбе би нагињале ка стереотипима и пројектовању западне надмоћи. Веће уношење у империјалистички наратив, била је тврда да је култура ових људи заслужила покоравање. Тако је промовисан научни расизам, гдје су они класификовани као мање-више „цивилизовани”, у распону од великих мајмуна до западних Европљана.
Хагенбек ће покренути Нубијску изложбу 1876. и Инуитску изложбу 1880. године. Оне су такође биле веома успјешне.
Поред Хагенбека, Жардин д’Аклиматацион је такође био жариште етнолошких експоната. Жофроа де Сен Илер, дикретор Жардина д’Аклиматациона, одлучио је 1877. да организује двије етнолошке изложбе на којима су такође били представљени Нубијци и Инуити. Те године посјећеност Жардина се удвостручила на милион. Између 1877. и 1912. приближно тридесетак етнолошких изложби било је представљено у Jardin zoologique d'acclimatation.
Ове изложбе су биле толико успјешне да су биле укључене и на Свјетску изложбу у Паризу 1878. и 1889, на којој се представљено „Село црнаца”. Свјетска изложба 1889, коју је посјетило 28 милиона људи, приказала је 400 домородаца као главну атракцију. У Амстердаму је 1883. на Међународној колонијалној и извозној изложби приказани људи поријеклом из Суринама.
Шпанци су на изложби 1886. приказали домороце са Филипина као људи које су „цивилизовали”. Овај догађај је додатно распламсао Филипинску револуцију 1896. године. Шпанска краљица Марија Кристина од Аустрије је касније институционализовала пословаље људских зоолошких вртова. До 1887, Игороти и животиње су послати у Мадрид и изложени су у људском зоолошком врту у новоизграђеној Кристалној палати Ретиро.
И на Свјетској колумбовској изложби 1893. и на Панамеричкој изложби 1901. трбушна плесачица Мали Египат, фотографисана је као каталогизовани „тип” од стране Чарлса Дадлија Арнолда и Харлоуа Хигинбота.
На Афричкој изложби 1895. у Кристалној палати у Лондону, било је изложено око осамдесет људи из Сомалије у „егзотичном” окружењу.

### Њемачки етнографи
Студије етнологије у Њемачкој заузеле су нови приступ осамдесетих година 19. вијека када су људски прикази уврштени у зоолошке вртове. Ове експонате је научна заједница хвалила као „образовне” за општу популацију. Врло брзо, експонати су искоришћени као начин да се покаже да су Европљани „еволуирали” у „супериорни”, „космополитски” живот.
У касном 19. вијеку, њемачки етнографски музеји су виђени као емпиријска студија људске културе. Садржали су артефакте из култура широм свијета, организоване по континентима, омогућавајући посјетиоцима да виде сличности и разлике између група и „образовања сопствене идеје”.

### Објективација у људским зоолошким вртовима
У историји људских зоолошких вртова постоје обрасци отвореног сексуалног представљања приказаних народа, најчешће жена. Ове објектификације често доводе до третмана који одржава недостатак приватности и поштовања, укључујући сјецирање и излагање тијела након смрти без пристанка.
Примјер сексуализације етнички разноликих жена у Европи је Сара Бартман. Бартманова је била изложена за вријеме живота широм Енглеске и Ирске, а након смрти у Музеју човјека у Паризу. Док је била жива, учествовала је у путујућој емисији у којој је представљена као „дивља жена” са великим фокусом на њено тијело. Одјећа коју је носила била је уска и слична нијанси њене коже, а гледаоци су били охрабрени да се „сами увјере” да ли је тијело Бартманове, нарочито њена задњица, стварно кроз „боцкање и гурање”. Њен животни приказ је финансијски надокнађен, али нема записа о њеном пристанку да буде посматрана и изложена након смрти.
Доминика Цзарнецка теоретизира везу између радикализације и сексуализације тијела црних жена у свом чланку у часопису „Тијела црних жена и ’бијели’ поглед”. Она се фокусира на етнографске приказе који су били истакнути на пољској територији крајем 19. вијека. Тврди да је суштински дио разлога зашто су ове емисије биле толико популарне био приказ тијела црних жена. Иако су жене у емисијама требале да приказују Амазонке, иако њихова одјећа није била слична амазонској, а постоји неколико докумената о коментарима гледалаца о одјећи која је откривала тијело, као и самом тијелу.
Иако су жене најчешће биле објективизиране, постоји неколико случајева да су „егзотични” мушкарци приказани због свог повољног изгледа. Анђело Солиман је доведен у Италију као роб из Централне Африке у 18. вијеку, али је на крају стекао репутацију у бечком друштву због својих борбених вјештина и огромног знања о језику и историји. Након његове смрти 1796, ова позитивна асоцијација није спријечила да се његово тијело „напуни и изложи у Бечком природно-историјском музеју” скоро деценију.